# Пролетарский (Тимашёвский район)
Пролетарский — упразднённый хутор в Тимашёвском районе Краснодарского края России. На момент упразднения входил в состав Новокорсунского сельского округа. В 1997 хутор исключен из учётных данных.

## География
Располагался на левом берегу реки Бейсужек Левый, примерно в 4 км (по прямой) к югу от окраины станицы Новокорсунская.

## История
Хутор Пролетарский (он же Ленинское Объединение) был основан в 1923 году. В 1926 году хутор состоял из 50 хозяйств. В административном отношении входил в состав Ново-Корсунского сельсовета Брюховецкого района Кубанского округа Северо-Кавказского края.
Постановлением заксобрания Краснодарского края от 27 мая 1997 года № 639-П хутор исключен из учётных данных.

## Население
По переписи 1926 г. на хуторе проживало 238 человек (109 мужчин и 129 женщин), основное население — украинцы.